# Gliese 581 b
Gliese 581 b (GJ 581 b) è un pianeta extrasolare che orbita attorno alla nana rossa Gliese 581, uno dei sistemi stellari più vicini alla Terra in virtù dei suoi 20,5 anni luce di distanza, visibile in direzione della costellazione della Bilancia. È il primo pianeta individuato intorno alla stella e il secondo il ordine di distanza da essa, dopo Gliese 581 e.

## Scoperta

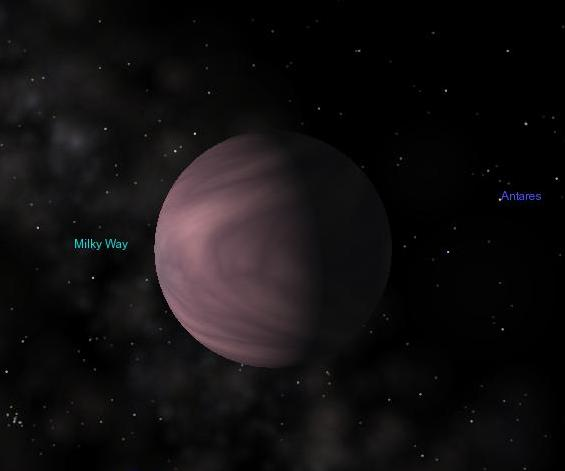
Gliese 581 b visto dal programma Celestia. Sullo sfondo si notano la Via Lattea e, a destra, Antares.

Il pianeta è stato scoperto il 22 agosto 2005 da un gruppo di astronomi francese e svizzero, che ne hanno dato la notizia il 30 novembre dello stesso anno, annunciandola come la scoperta di uno dei più piccoli pianeti extrasolari mai individuati sino ad allora. Si trattava del quinto pianeta scoperto in orbita attorno ad una nana rossa, dopo il sistema di Gliese 876 e Gliese 436 b.
Il pianeta è stato scoperto mediante tecniche astrometriche grazie allo strumento HARPS montato sui telescopi Keck che, misurando l'entità delle piccole oscillazioni nella velocità radiale della stella madre, permette di stimare la massa e la distanza che separa il pianeta dalla stella madre.

## Caratteristiche

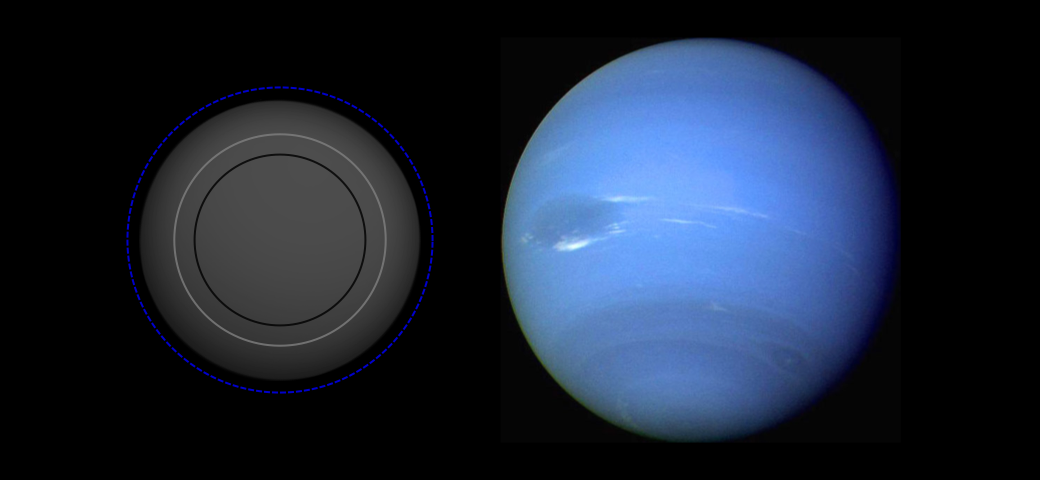
Raffronto tra le dimensioni di Gliese 581 b e Nettuno.

Gliese 581 b possiede una massa minima di circa 16 volte la massa terrestre, simile dunque alla massa di Nettuno. Le simulazioni dinamiche del sistema di Gliese 581, effettuate prima della scoperta dei pianeti f e g, mostrano che il sistema, assumendo che le orbite dei pianeti da e a d siano perfettamente complanari, diverrebbe instabile se le masse di ciascun corpo fossero maggiori di 1,6 – 2 volte la propria massa minima; questo è dovuto principalmente alla vicinanza che sussiste tra i pianeti "e" e "b"; per quest'ultimo il limite superiore di massa è fissato a 30,4 masse terrestri, equivalente a 1,77 volte la massa di Nettuno.
Dista dalla stella madre mediamente 6 milioni di chilometri (0,041 unità astronomiche – UA –) e completa un'orbita in appena 5,4 giorni; per raffronto, Mercurio dista dal Sole 58 milioni di km (0,387 AU) e completa la sua orbita in 88 giorni.
A causa della grande vicinanza alla stella madre, il pianeta presenta una temperatura superficiale elevata (si stima circa 420 kelvin, 150 °C) ed è probabilmente colpito con una certa frequenza da fenomeni stellari energetici come espulsioni di massa coronali o brillamenti. Dal momento che il pianeta non transita sulla superficie della sua stella, non è possibile evincere altri parametri diretti, quali il raggio, e di conseguenza risulta difficile dedurne eventuali altre caratteristiche, come densità e composizione chimica.
Per massa e temperatura presenta molte analogie con Gliese 436 b.